# Йосемитский водопад
Йосе́митский водопад, или Йосе́мите (англ. Yosemite Falls) — один из наиболее высоких водопадов в Северной Америке. Он расположен в Йосемитском национальном парке в Калифорнии. Йосемитский водопад занимает 20-е место по высоте среди самых высоких водопадов мира.
Совокупная высота водопада составляет 739 м. Своей высотой он обязан процессу избирательного выветривания. Йосемитский водопад разделён на три сегмента. Это обусловлено тем, что две горизонтальные системы трещин скальной породы пересекаются с вертикальной системой трещин. Одна горизонтальная система находится у основания верхнего водопада, другая — у нижнего. Таким образом, вертикальная нестабильная система, образующая трещины, взаимодействует с горизонтальной, образующей террасы. Высота верхнего водопада Аппер-Йосемите составляет 435 метров. Он питается от ручья Йосемите-Крик. Высота среднего и нижнего водопадов составляет, соответственно, 206 и 98 м. В зимний период расход воды верхнего водопада может значительно снижаться. Период минимального расхода воды у нижнего водопада длится с конца июля — августа по октябрь; наибольший расход приходится на весну и начало лета.
Водопад является популярной туристической достопримечательностью.
Неподалёку от водопада находится могила Галена Кларка — первого рейнджера и фактически основателя Йосемитского национального парка.

## Легенда аваничей
Индейцы аваничи Йосемитской долины называли водопад Чолок (англ. Cholock) и верили в то, что в углублении у основания водопада обитают духи нескольких ведьм, называемых Полоти (англ. Poloti). Предание аваничей гласило, что однажды некая женщина пошла набрать бадью воды, но вытащила её полную змей. В отместку за то, что женщина нарушила покой духов, вечером того дня они ураганным ветром перенесли и утопили дом в основании водопада вместе с женщиной и её ребёнком.